# 和平路站 (大连市)
和平路站是大连地铁3号线支线的地铁站，位于中华人民共和国辽宁省大连市金州区金兴路与和平路交叉口北侧，于2008年12月28日开通。

## 车站结构
和平路站沿金兴路南北设置，为地上三层侧式站台车站，车站主体位于金兴路上方，通过两侧天桥连通地面，车站地上二层为站厅层，地上三层为站台层，站台未设置站台门，仅设有简易金属栏杆做遮挡作用。
| 地上三层          | 站台   | \| 側式 · 開右邊车门 \| \| \| \| \| \| █ 3号线支线往普兰店振兴街（十九局） \| \| \| \| █ 3号线支线往开发区（东山路） \| \| 側式 · 開右邊车门 \| \| \| |
| 地上二层          | 站厅   | 客服中心、自动售票机、验票机 |
| 地面              | 出入口 | A、B出入口 |
| 側式 · 開右邊车门 |        | |
|                   |        | █ 3号线支线往普兰店振兴街（十九局） |
|                   |        | █ 3号线支线往开发区（东山路） |
| 側式 · 開右邊车门 |        | |

## 车站出口
和平路站共设2个出口，各出口及周围设施如下所示：
| 出口编号            | 照片 | 出口指示 | 建议前往的目的地                                 |
| ------------------- | ---- | -------- | ------------------------------------------------ |
| A · 出口 · （设有） |      | 和平路   | 公交枢纽站，金州果品批发市场，八一花园，解放广场 |
| B · 出口 · （设有） |      | 金兴路   | 恒利丰商城，汇金市场                             |
| 图例： 设有         |      |          |                                                  |

## 接驳交通

### 公交车
- 恒利丰商城：金州101路、金州101路加车、金州102路、金州106路、金州106路加车、金州108路、金州201路、金州820路
- 和平路轻轨站：金州113路晚间加车、金州820路

## 车站历史
车站建设时期工程名为汇金市场站，开通前确定以和平路站作为车站正式名称。
- 2008年12月28日，车站随3号线九里支线通车开通。